# Світлий Яр
Світлий Яр (рос. Светлый Яр) — робітниче селище у Світлоярському районі Волгоградської області Російської Федерації.
Населення становить 11 541  осіб. Входить до складу муніципального утворення Світлоярське міське поселення.

## Історія
Населений пункт розташований у межах українського історичного та культурного регіону Жовтий Клин.
Згідно із законом від 14 травня 2005 року № 1059-ОД органом місцевого самоврядування є Світлоярське міське поселення.

## Населення
| 1959    | 1970    | 1979    | 1989    | 2002    | 2009    | 2010    |
| ------- | ------- | ------- | ------- | ------- | ------- | ------- |
| 3806    | ↗5039   | ↗10 251 | ↗11 307 | ↗13 102 | ↘12 316 | ↗12 537 |
| 2012    | 2013    | 2014    | 2015    | 2016    | 2017    | 2018    |
| ↘12 470 | ↘12 331 | ↘12 140 | ↘11 957 | ↘11 869 | ↘11 749 | ↘11 677 |
| 2019    |         |         |         |         |         |         |
| ↘11 583 |         |         |         |         |         |         |